# Joaquín Piquerez
Joaquín Piquerez Moreira (ur. 24 sierpnia 1998 w Montevideo) – urugwajski piłkarz pochodzenia włoskiego występujący na pozycji lewego obrońcy, reprezentant Urugwaju, od 2021 roku zawodnik brazylijskiego Palmeiras.